# Войцехович Петро Іванович
Петро Іванович Войцехович (пом. після 1760) — канцелярист Генеральної військової канцелярії.

## Біографія
Народився в родині сотника городнянського Івана Богдановича Войцеховича. 
Згідно деяких джерел обіймав седнівське, а в 1731 р. також городнянське сотництво. Зокрема це підтверджує печатка 1719 р. з ініціалами П. І. В. С. С. (Петро Іванович Войцехович, сотник Седнівський). Водночас згідно інших джерел по 1723 р. цю посаду обіймав його дядько Петро Богданович Войцехович.
Канцелярист Генеральної військової канцелярії. За служби предків 14 листопада 1732 р. був прийнятий гетьманом Данилом Апостом під протекцію і оборону, та призначений на службу під бунчук. Через тяжку хворобу не міг служити (1735). 12 грудня 1735 р. був прийнятий під протекцію і оборону князя Олексія Шаховського та Генеральної військової канцелярії. Бунчуковий товариш (1760). 

## Маєтності
В Седнівській сотні в с. Жоведі 14 хат; в Городнянській сотні в с. Дубровному 10 хат і в с. Хотівлі 15 хат (1760).

## Родина
Був одружений з Марією Данилівною Тарновською, донькою бунчукового товариша. Мав єдину доньку Євдокію, яка стала дружиною Петра Даниловича Тарновського, судді Глинського повітового суду, який доводився їй дядьком. 

## Портрет
До наших днів в НХМУ у складі "Сулимівської галереї" з родового маєтку Сулим в с. Сулимівці зберігся портрет Петра Войцеховича. Первісно він походив з одного з маєтків Войцеховичів, і потрапив до складу сулимівської збірки не раніше кінця XVIII ст. Датування портрету 1730-и роками було запропоноване ще Д. Щербаківським, але з огляду на вік портретованого його нині відносять до 1750-х років.